# مات ماكغراث
مات ماكغراث (بالإنجليزية: Matt McGrath)‏ هو رامي مطرقة أمريكي، ولد في 18 ديسمبر 1877 في نينا ‏ في جمهورية أيرلندا، وتوفي في 29 يناير 1941 في نيويورك في الولايات المتحدة.

## وصلات خارجية
- مات ماكغراث على موقع الاتحاد الدولي لألعاب القوى (الإنجليزية)
- مات ماكغراث على موقع الاتحاد الأمريكي لسباقات المضمار والميدان (الإنجليزية)
- مات ماكغراث على موقع الاتحاد الأمريكي لسباقات المضمار والميدان، قاعة المشاهير (الإنجليزية)
- مات ماكغراث على موقع اللجنة الأولمبية الدولية (الإنجليزية)
- مات ماكغراث على موقع أوليمبيديا (الإنجليزية)